# ۲۹ سگ بزرگ
۲۹ سگ بزرگ یک ستاره است که در صورت فلکی سگ بزرگ قرار دارد.